# Gajómart

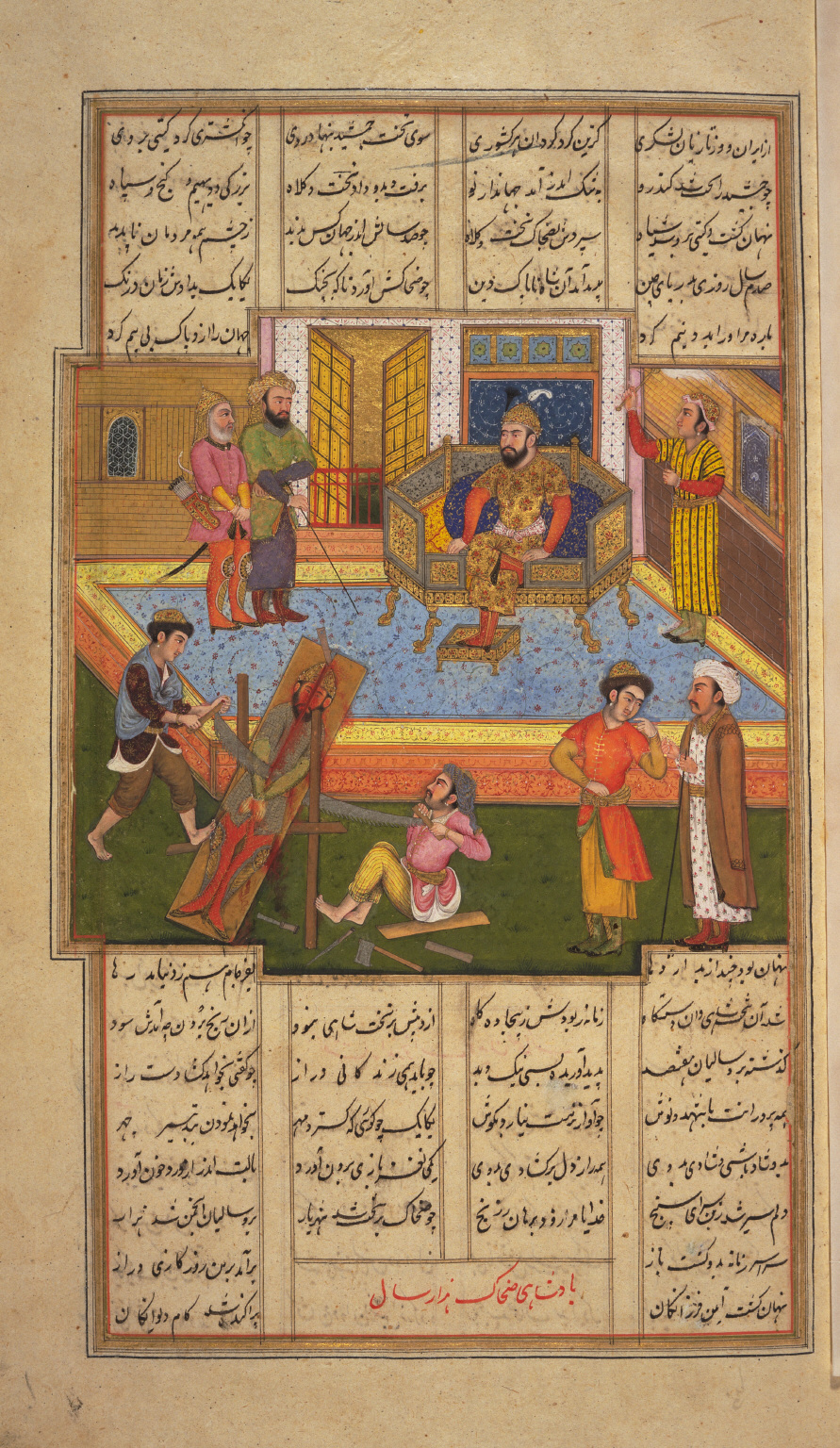
Gajómart jako král Kajúmart posílá svého vnuka bojovat s daévy, ilustrace k rukopisu Šáhnáme, 1655

Gajómart je v zarathuštrismu první člověk či obr, šestá ze sedmi věcí stvořených Ahura Mazdou. Je ztělesněním počátku světa, stejně jako je Sóšjans ztělesněním jeho konce, a často je doprovázen první stvořeným býkem Gáv Í Évdádem. Podobá se prvotním obrům a kosmickým mužům v jiných mytologických tradicích jako je védský Puruša, severský Ymi, kabalistický Adam Kadmon nebo čínský Pangu, Carlo Cereti jej také považuje za íránský protějšek védského Mártándy.
Pomocím mýtu o Gajómartovi byla demonstrována starobylost a svatost chvédódah, manželství mezi blízkými příbuznými praktikovaného v sasánovském Íránu. První člověk byl totiž zrozen ze spojení Óhrmazda a jeho dcery Spandármad a prapředci lidstva se zrodili z jeho spojení Spandármad, tedy se svou vlastní matkou.
V manicheismu je znám pod jménem Gerhmurd a společně s Murdijanag tvoří první lidský pár, arabsky je nazýván Jajúmart. U manichejců je od 3. století doloženo jeho ztotožňování s biblickým Adamem, později se objevuje i u muslimských autorů, například u Mas'údího.

## Mýtus
Poprvé se objevuje v Avestě jako gaja marətan „smrtelný život“, jehož fravaši podle Fravardín jaštu, 13. jaštu Avesty, přijal jako první vůli Ahura Mazdy a člověk z kterého je odvozován původ Árjů. V 23. a 26. jasně je oslovován společně se Zarathuštrou, Vištáspou, Sóšjansem a dalšími proroky zarathuštrického náboženství.
Hlavním zdrojem informací o Gájomartovi je Bundahišn, středoperská kosmologická encyklopedie převážně z 8. a 9. století, přičemž další detaily uvádí Zátspram, učenec z 9. století, a Dénkart, další encyklopedický text a to z 10. století. Podle Bundahišnu byl Gajómart stvořen Óhrmazdem jako další z pomocníků v boji s Ahrimanem, v mytické zemi Érán-véz ve středu světa, na levém břehu řeky Dáití, zatímco prvotní býk Gáv Í Évdád byl stvořen na břehu pravém. Óhrmazd jej vytvořil ze země, zatímco jeho semeno stvořil ze světla a jasu nebes. Gajómartův fravahr se poté vydal bojovat s Ahrimanem. Po Gajómartově stvoření se Ahriman v hrůze krčil po tři tisíce let, dokud jej z této strnulosti nevytrhla démonka chtíče Jeh a nepřislíbila zabití prvního člověka. Soustředěnému útoku mnoha daévů Gajómart nakonec podlehl a z jeho mrtvého těla vznikly kovy. Jeho semeno však bylo zachováno, očištěno slunečními paprsky a přechováváno bohem Nérjósangem. Nakonec spadlo na zemi a přijato svou matkou Spandármad. V té dlouze klíčilo až dalo vyrůst reveni z které se zrodil první lidský pár Mašja a Mašjánag. Poté Óhrmazd vzal Gajómartovu dokonalou formu – fravaši, a pověřil ji aby byla Sluncem. Při Frašegirdu, zarathuštrické apokalypse, bude společně se Sošjánsem, spasitelem a posledním člověkem, první vzkříšeným.
V eposu Šáhnáme z 11. století je pod jménem Kajúmart prvním králem, který žil v jeskyni a založil dynastii Pišdádovců. Jeho syn Sjámak byl zabit Ahrimanem a ten zase pomstěn svým synem Hóšangem.